# Rettel
Rettel är en kommun i departementet Moselle i regionen Grand Est (tidigare regionen Lorraine) i sydvästra Frankrike. Kommunen ligger i kantonen Sierck-les-Bains som tillhör arrondissementet Thionville-Est. År 2022 hade Rettel 849 invånare.

## Befolkningsutveckling
Antalet invånare i kommunen Rettel
| Referens: INSEE |